# David García Yrigoyen
David García Yrigoyen, (Lima, 1874-Lausana, 16 de diciembre de 1929) fue un abogado y político peruano. Dirigente del Partido Civil, fue diputado por Huari y presidente de su Cámara de 1914 a 1915.

## Biografía
Hijo de José Manuel García García y Jesús Yrigoyen Arias. 
En la Universidad Mayor de San Marcos se graduó de bachiller en Jurisprudencia en 1896 y se recibió de abogado. Por Ley se le otorgó el grado de doctor en Jurisprudencia (1907). 
Se afilió al Partido Civil y fue elegido diputado por Huari en 1912, llegando a ejercer la presidencia de su cámara en 1914. También ejerció la alcaldía de Lima.
Junto con Alfredo Solf y Muro, representó a su grupo político en la Convención de partidos de 1915, donde se aprobó la candidatura única de José Pardo y Barreda, que resultó triunfante en las elecciones generales de dicho año. Su partido volvió así al poder, por última vez.
Al producirse en 1919 el golpe de Estado que elevó al poder a Augusto B. Leguía, sufrió destierro. Viajó a Europa, donde terminó sus días.